# Білозорові
Білозорові або Парназієві (Parnassiaceae) — колишня родина рослин порядку бруслиноцвітих. Наразі об'єднана з родиною бруслинових.